# Rio Avia
O rio Avia é um rio espanhol que nasce na Serra do Suído, na Comunidade Autónoma da Galiza no município de Avión, em Fonte Avia, paróquia de Nieva.
Segue unha direção Sudoeste-Nordeste até chegar ao Encoro de Albarellos, entre os concelhos de Leiro, Boborás e Avión. Depois do encoro segue até Boborás, vira cara o Sudeste, desde Leiro até Ribadavia.
O rio desauga no rio Minho, perto de Ribadavia, no lugar do Coto do Frade, na comarca do Ribeiro, na província de Ourense.
Afluentes principais: Rio Valderias e o Rio Maquianes pela direita; Rio Doade, Rio Viñao, Rio Arenteiro e Rio Varón pela esquerda.
Municípios que atravessa: Avión, Boborás, Cenlle, Leiro e Ribadavia.